# 鷺宮製作所硬式野球部
鷺宮製作所硬式野球部（さぎのみやせいさくしょこうしきやきゅうぶ）は、東京都に本拠地を置き、日本野球連盟に加盟する社会人野球の企業チームである。
運営母体は、自動制御機器等を製造する鷺宮製作所。

## 概要
1958年、鷺宮製作所の硬式野球部『鷺宮製作所硬式野球部』として創部。
1969年に都市対抗野球に、1975年に日本選手権にそれぞれ初出場している。
2002年、9月限りで埼玉県狭山市を拠点に活動している『鷺宮製作所狭山硬式野球部』を解散させ、当チームに統合した。
2005年、都市対抗野球の東京地区予選で東京地区第1代表決定戦に駒を進めながら、そこから5連敗を喫し本戦出場を逃した。この悔しさをバネに、同年秋の日本選手権では出場5回目にして初勝利を挙げると快進撃を続け、初のベスト4まで勝ち上がった。また、都市対抗野球では32年間本大会で白星から見放されていたが、2007年の都市対抗野球では初戦で白星を挙げると勢いに乗り勝ち進み、ベスト4まで進出した。
2009年の都市対抗野球に出場して以降は低迷が続いていた。特に2016年は、都市対抗野球の東京地区予選で2009年以来となる東京地区第1代表決定戦に駒を進めながら、そこから3連敗を喫し本戦出場を逃す結果に終わったが、2018年の都市対抗野球では東京地区第1代表として実に9年ぶりとなる本大会出場を果たしている。

## 設立・沿革
- 1958年 - 『鷺宮製作所』として創部。
- 1969年 - 都市対抗野球に初出場（3回戦敗退）。
- 1975年 - 日本選手権に初出場（初戦敗退）。
- 2002年 - 埼玉県狭山市を拠点に活動していた『鷺宮製作所狭山』を解散させ、当チームに統合した。

## 大会の出場歴・最高成績
- 都市対抗野球大会：出場16回、4強1回（2007年）
- 社会人野球日本選手権大会：出場14回、4強1回（2005年）
- JABA東京スポニチ大会：優勝1回（2025年）
- JABA北海道大会：優勝1回（2009年）
- JABA東北大会：優勝5回（1974、1975、1987、1988、1992年）
- JABA日立市長杯選抜野球大会：優勝1回（2019年）
- JABA静岡大会：優勝1回（2014年）
- JABAベーブルース杯争奪大会：優勝1回（2022年）
- JABA四国大会：優勝1回（1972年）
- JABA新潟大会：優勝1回（1996年）

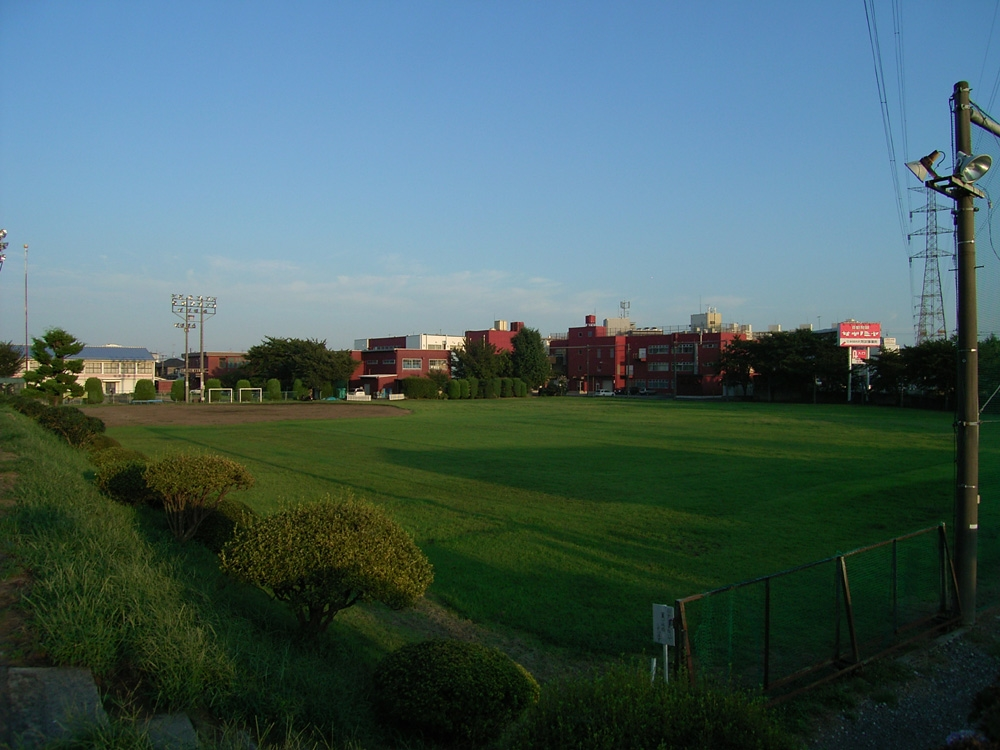
狭山グラウンド
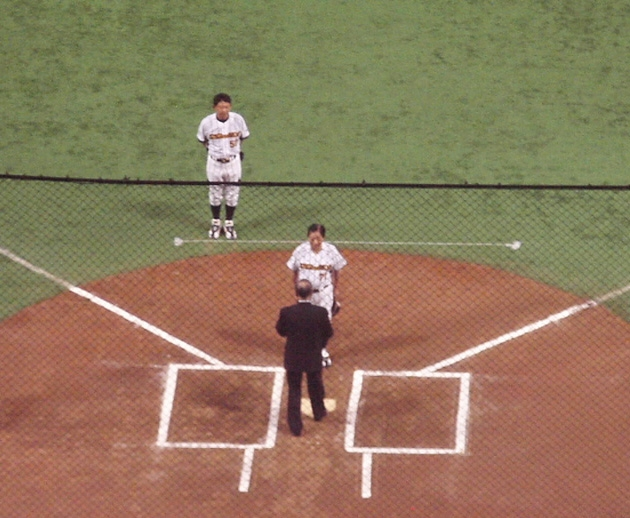
第78回都市対抗野球大会・閉会式にて小野賞を受賞する総監督 （2007年）
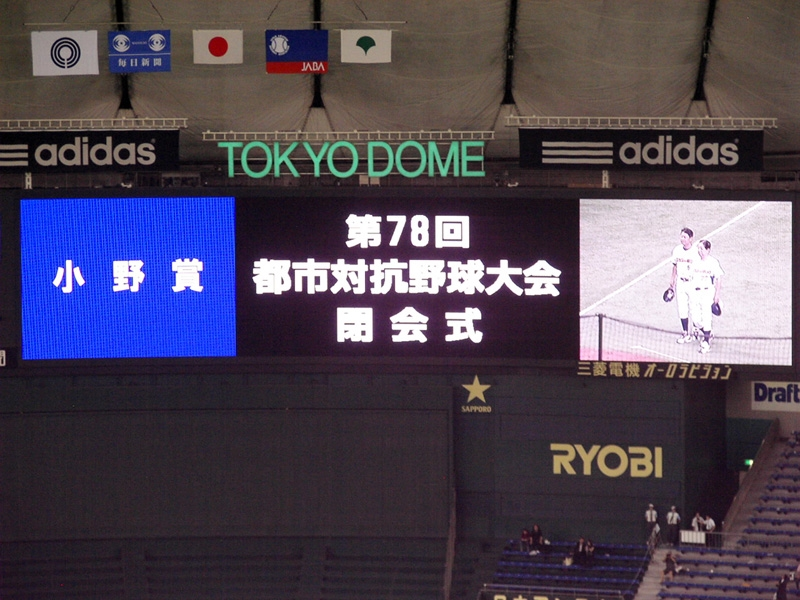
東京ドームスコアボードに映し出された小野賞 （2007年）

## 出身プロ野球選手
- 田中辰次（内野手） - 1965年ドラフト5位で西鉄ライオンズに入団
- 飯塚佳寛（内野手） - 1968年ドラフト14位でロッテオリオンズに入団
- 池田弘（投手） - 1975年ドラフト6位で太平洋クラブライオンズに入団
- 黒坂幸夫（投手） - 1976年ドラフト4位でヤクルトスワローズに入団
- 山本良材（投手） - 1976年ドラフト6位で阪急ブレーブスに入団
- 内田直二（捕手） - 1988年ドラフト外で日本ハムファイターズに入団
- 太田貴（投手） - 1988年ドラフト外で阪神タイガースに入団
- 市川友也（捕手） - 2009年ドラフト4位で読売ジャイアンツに入団
- 野川拓斗（投手） - 2015年ドラフト7位で横浜DeNAベイスターズに入団
- 赤間謙（投手） - 2015年ドラフト9位でオリックス・バファローズに入団
- 小孫竜二（投手） - 2022年ドラフト2位で東北楽天ゴールデンイーグルスに指名

## 元プロ野球選手の競技者登録
- 増田政行（元：ヤクルトスワローズ） - 投手→退団
- 三木均（元：読売ジャイアンツ） - 投手（2009年～2011年）→退団
- 八木茂（元：阪神タイガース、阪急ブレーブス） - コーチ（2019年～）

## かつて在籍した主な選手・コーチ・監督
- 西園寺昭夫 - コーチとして在籍。
- 岡崎淳二（投手） - 選手として在籍。30代後半まで主力投手として活躍した。その後は監督も務めた。
- 小高幸一（投手） - 狭山チームから移り、選手として在籍。JR東日本の補強選手として出場した2011年の都市対抗野球で、9回2死までノーヒットノーランを記録しながら最後のバッターにヒットを許した。
- 岡田龍生 - 履正社高校、東洋大姫路高校野球部監督

## 鷺宮製作所狭山硬式野球部
鷺宮製作所狭山硬式野球部（さぎのみやせいさくしょさやまこうしきやきゅうぶ）は、埼玉県狭山市に本拠地を置き、日本野球連盟に加盟していた社会人野球の企業チームである。2002年9月に解散した。
運営母体は、自動制御機器等を製造する鷺宮製作所。

### 概要
1992年、鷺宮製作所の狭山事業所を拠点に『鷺宮製作所狭山硬式野球部』として創部。
仕事優先で練習は夜間に限られていた中で、2000年に創部9年目にして日本選手権に初出場を果たした。
2002年9月30日をもって解散し、東京都を本拠地に活動している本社チームの『鷺宮製作所硬式野球部』に統合された。狭山市内の合宿所と練習グラウンドは、東京チームと共用であった。

### 設立・沿革
- 1992年 - 『鷺宮製作所狭山』として創部。
- 2000年 - 日本選手権に初出場（1回戦敗退）。
- 2002年 - 9月30日をもって解散。東京都を拠点に活動している『鷺宮製作所』と統合。

### 大会の出場歴・最高成績
- 社会人野球日本選手権大会：出場1回